# Autostrada A27 (Belgia)
Autostrada A27 (fr. Autoroute A27) – autostrada w Belgii, o długości około 61 km. Łączy aglomerację Liège z miejscowością Sankt Vith i granicą belgijsko-niemiecką, gdzie przechodzi w autostradę federalną A60 w kierunku Wittlich.

## Historia
Autostrada powstawała etapami – pierwszy odcinek otwarto w 1967 roku, ostatni w połowie lat 90.
- 1967: Battice – Chaineux
- 29 VI 1972: Chaineux – Verviers
- 1977: Verviers – Theux
- 1980: Recht – Sankt Vith-Sud
- 1982: Theux – Spa
- 1984: Spa – Francorchamps
- 17 IX 1984: Sankt Vith-Sud – granica B-D
- 1985: Malmedy – Recht
- 1995: Francorchamps – Malmedy

## Trasy europejskie
Arteria stanowi część dwóch tras europejskich – E42 oraz E421.
| Trasa | Odcinek                                         |
| ----- | ----------------------------------------------- |
| E42   | Échangeur de Battice − Sankt Vith — Steinebrück |
| E421  | Malmedy – Sankt Vith-Sud                        |

## Natężenie ruchu
|                                              |                                             |
| Échangeur de Battice − (2) Chaineux (1,6 km) | (10) Francorchamps − (11) Malmedy (30,6 km) |